# IHF-Pokal 1987/88
Der IHF-Pokal 1987/88 war die 7. Austragung des IHF-Pokals, eines Europapokalwettbewerbs für Handballvereine. Es nahmen Handball-Vereinsmannschaften teil, die sich in der vorangegangenen Saison in ihren Heimatländern für den Wettbewerb qualifizieren konnten. Nach 1985 gewann der rumänische Club HC Minaur Baia Mare zum zweiten Mal den Pokal.

## 1. Runde
|                                | Hinspiel | Rückspiel |                              |
| ------------------------------ | -------- | --------- | ---------------------------- |
| HC Minaur Baia Mare            | 32:21    | 26:21     | Tatran Presov (Cze)          |
| HIFK Helsinki (Fin)            | 18:22    | 14:19     | HK Drott Halmstad (Swe)      |
| Hellerup IK Kopenhagen (Den)   | 28:11    | 19:19     | UBK Breidablik (Isl)         |
| Vlug en Lenig Geleen (Ned)     | 20:18    | 16:22     | Sporting Lissabon (Por)      |
| VIF G.Dimitrov Sofia (Bul)     | 25:16    | ?:?       | Volan Szeged (Ung)           |
| HC Volksbank Koflach (Aut)     | 32:20    | 22:21     | HB Dudelange (Lux)           |
| Filipos Verias (Gri)           | 32:11    | 42:16     | SPE Strovoulos Nikosia (Cyp) |
| MAI Moskau (Urs)               | ?:?      | ?:?       | Hapoel Rishon Lezion (Isr)   |
| Initia Hasselt (Bel)           | 18:19    | 15:25     | St. Otmar Sankt Gallen (Sui) |
| HCF Imola (Ita)                | 21:21    | ?:?       | USAM Nimes (Fra)             |
| Eti Biscuileri Eskisehir (Tür) | ?:?      | ?:?       | Pelister Bitola (Jug)        |

- Freilose: FC Barcelona (Spa), ASK Vorwärts Frankfurt/Oder (DDR), IFK Kristiansand (Nor), VfL Gummersbach (Ger), Granitas Kaunas (Urs)

## 2. Runde
|                        | Hinspiel | Rückspiel |                             |
| ---------------------- | -------- | --------- | --------------------------- |
| HK Drott Halmstad      | 29:19    | 18:28     | HC Minaur Baia Mare         |
| Sporting Lissabon      | 19:23    | 19:25     | Hellerup IK Kopenhagen      |
| VIF G.Dimitrov Sofia   | 25:25    | 24:34     | FC Barcelona                |
| HC Volksbank Koflach   | 24:22    | 20:36     | ASK Vorwärts Frankfurt/Oder |
| IFK Kristiansand       | 24:20    | 19:25     | Filipos Verias              |
| St. Otmar Sankt Gallen | 19:15    | 17:21     | MAI Moskau                  |
| Pelister Bitola        | 28:23    | 16:21     | USAM Nimes                  |
| Granitas Kaunas        | 14:10    | 18:18     | VfL Gummersbach             |

## Viertelfinale
|                        | Hinspiel | Rückspiel |                             |
| ---------------------- | -------- | --------- | --------------------------- |
| Hellerup IK Kopenhagen | 25:20    | 16:24     | HC Minaur Baia Mare         |
| FC Barcelona           | 26:21    | 21:15     | ASK Vorwärts Frankfurt/Oder |
| St. Otmar Sankt Gallen | 22:18    | 23:22     | Filipos Verias              |
| USAM Nimes             | ?:?      | ?:?       | Granitas Kaunas             |

## Halbfinale
|                        | Hinspiel | Rückspiel |                     |
| ---------------------- | -------- | --------- | ------------------- |
| FC Barcelona           | 22:21    | 22:24     | HC Minaur Baia Mare |
| St. Otmar Sankt Gallen | 20:20    | 21:32     | Granitas Kaunas     |

## Finale
|                 | Hinspiel | Rückspiel |                     |
| --------------- | -------- | --------- | ------------------- |
| Granitas Kaunas | 21:20    | 20:23     | HC Minaur Baia Mare |

## Siegermannschaft
| HC Minaur Baia Mare |
| Mircea Petran Maricel Voinea (Kapitän) Nicolae Neșovici Halmaghi Atila Doru Porumb Liviu Pavel Gheorghe Andronic Alexandru Stamate Gheorghe Covaciu Gabriel Cosma Sorin Rădulescu Dănuț Ionescu Dorel Iacob Costel Coman Adi Popovici |
| Lascăr Pană (Trainer) |